# Конопляне (заказник)
Конопляне — ботанічний заказник місцевого значення. Об'єкт розташований на території Дворічанської селищної громади Куп'янського району Харківської області на схід від села Кам'янка.
Площа — 315,9 га, статус отриманий у 1998 році.
Охороняється ділянка степової рослинності та крейдових відслонень у долині річки Оскіл. У заказнику трапляються рідкісні та зникаючі рослинні угрупованя крейдових степів, занесені до Зеленої книги України:   ковили Лессінга, волосистої, пухнатолистої, осоки низької та 6 регіонально рідкісних угруповань, занесених до Зелених списків Харківщини. 
У заказнику виявлені ендемічні і реліктові види рослин, що перебувають під охороною Європейського Червоного списку: гісоп крейдяний, переломник Козо-Полянського, дрік донський, полин суцільнобілий, ранник крейдяний, смілка крейдяна, а також 4 види, занесені до Червоної книги України та 7 регіонально рідкісних видів. Ці види домінують у трав'яному покриві. 
Заказник входить до складу Національного природного парку «Дворічанський».